# Grand Detour
Grand Detour – jednostka osadnicza w Stanach Zjednoczonych, w stanie Illinois, w hrabstwie Ogle.